# 비음화
비음화(鼻音化)는 닿소리가 가까운 비음으로 변하는 현상이다. 즉 자음의 조음점이 코와 가까워지는 현상을 의미한다.
영어에서는 p와 b가 m이나 n, l, ɹ 앞에 오면 m으로 바뀌고, t와 d가 m이나 n, l, ɹ 앞에 오면 n으로 바뀌고, k와 ɡ가 m이나 n, l, ɹ 앞에 오면 ŋ으로 바뀐다.
한국어에서도 일어난다. 예시: 밥물→[밤물], 뒷날→[뒨날], 먹물→[멍물]

## 같이 보기
- 비음
- 비모음
- 선비음화 자음